# Honeybee Robotics

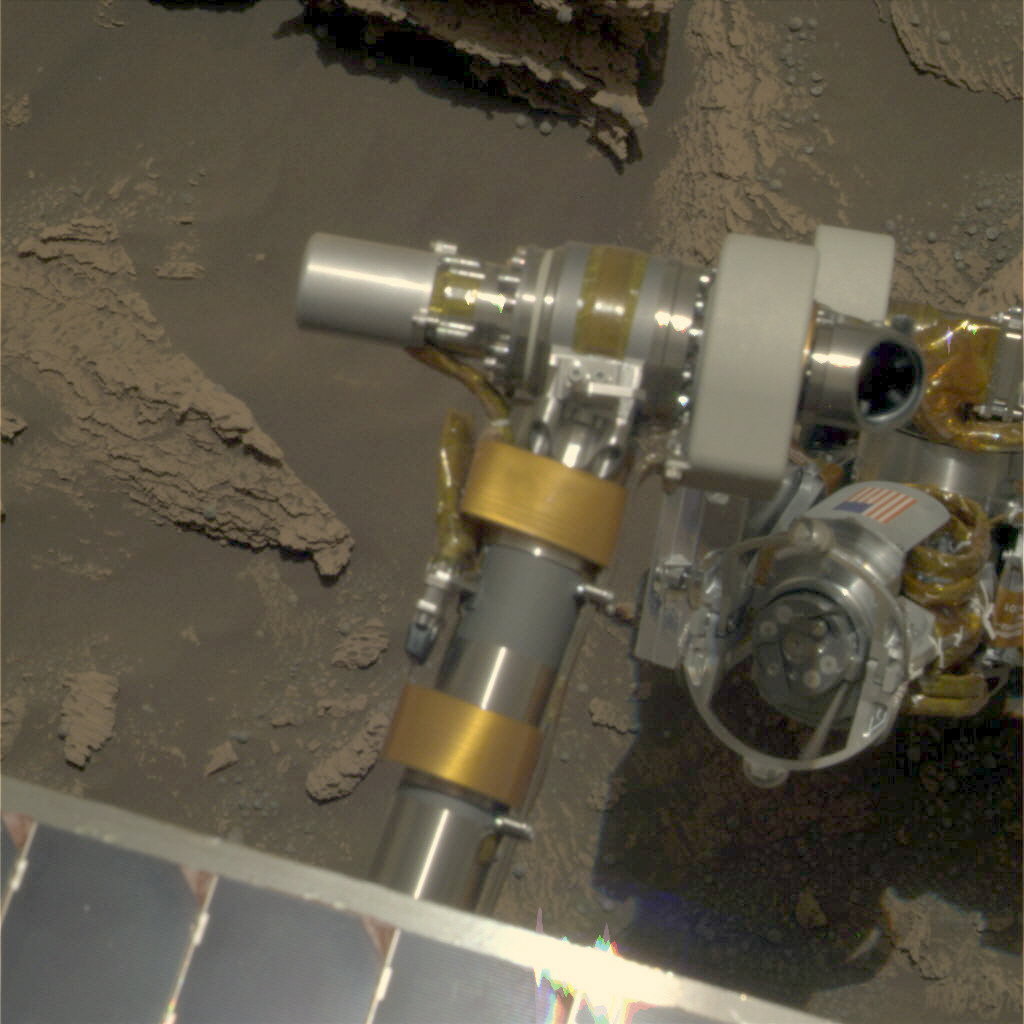
La herramienta de abrasión de roca (RAT), desarrollada por Honeybee Robotics, instalada en el rover "Opportunity" enviado a Marte.

Honeybee Robotics Spacecraft Mechanisms Corporation es una pequeña empresa de tecnología de naves espaciales y robótica, ubicada en Brooklyn, Nueva York. Fue fundada en 1983 por Stephen Gorevan y Chris Chapman.
Honeybee cuenta con experiencia en el desarrollo y operación de pequeñas herramientas mecánicas utilizadas en misiones a Marte. Algunos de los dispositivos robóticos desarrollados y que han funcionado con éxito en Marte son:
- La herramienta de abrasión de roca (RAT) utilizada en ambos Mars Exploration Rovers.[4]
- El dispositivo de adquisición del suelo helado (ISAD), a veces llamado el "Scoop Fénix",[5] una herramienta de muestreo compuesta de una cuchara para suelo y una herramienta de precisión para tomar muestras de hielo que funcionó con éxito en Marte en el 2008 durante la misión del  Phoenix Lander,
- El sistema de manipulación de muestras y la herramienta de eliminación de polvo utilizada en la misión del Mars Science Laboratory, que aterrizó en agosto del 2012.[6]

Además, Honeybee está desarrollando herramientas que se utilizarán para vivir y trabajar en la Luna como parte del programa Constelación de NASA.
Honeybee está desarrollando sistemas para futuras misiones a Marte, Venus, la luna, dos lunas de Júpiter, y un asteroide y retorno de muestras de un cometa, entre otros. La empresa ha trabajado con Bigelow Aerospace para desarrollar un diseño preliminar de un mecanismo de panel solar para  Genesis su diseño de un hábitat espacial inflable. Proyectos terrestres incluyen el desarrollo de mecanismos, instalaciones y sistemas para una amplia gama de clientes, incluyendo  Con Edison, U.S. Navy, Coca-Cola,  Nike, y los arquitectos Diller Scofidio + Renfro